# Lago Sasykkol
El lago Sasikol o Sasykkol  (en kazajo: Сасықкөл, que significa «lago podrido») es un lago de la parte suroriental de Kazajistán, localizado en el límite entre las provincias de Almaty y Kazajistán Oriental, a unos 180 km al este del lago Baljash, próximo a la frontera china, con la región autónoma uigur de Xinjiang. Tiene una superficie de 600 km² (con un máximo de 736 km², incluyendo las islas) y una profundidad media de 3.3 m (máxima de 4.7 m). Su longitud es de 49.6 km y la anchura de hasta 20 km. Su altitud es de 350 m sobre el nivel del mar. Está situado al noroeste del lago Alakol, del que lo separa el más pequeño lago Uyaly.
El lago es de origen tectónico. Las costas son bajas y cubiertas de juncos. Varios pequeños ríos que descienden de las montañas de Zungaria y de las Tarbagatai, ambas en la frontera con China, alimentan el lago: Tentek (Тентек), Karakol (Каракол) y Han (Ай). La temperatura del agua en el lago en el verano de 29 °C y el lago permanece congelado desde finales de noviembre hasta abril.
En el Sasikol habitan bastantes especies de peces, siendo habitual la pesca de la carpa, el lucio, la marinka y la perca. En el lago hay granjas de ratas almizcleras.